# والتر غارسيا
والتر غارسيا (بالإسبانية: Walter Ariel García) (14 مارس 1984 بوينس آيرس الأرجنتين - ) هو لاعب كرة قدم أرجنتيني يلعب كمدافع.

## روابط خارجية
- والتر غارسيا على موقع الدوري الأمريكي (الإنجليزية)
- والتر غارسيا على موقع قاعدة بيانات كرة القدم.إي يو (الإنجليزية)
- والتر غارسيا على موقع ليكيب (الفرنسية)
- والتر غارسيا على موقع Soccerway.com (الإنجليزية)